# Jeza vetra
Jeza vetra (špansko La cólera del viento, italijansko La collera del vento) je špansko-italijanski vestern-drama iz leta 1970, ki jo je napisal in režiral Mario Camus.

## Zgodba
Andaluzija, konec devetnajstega stoletja. Premožni posestnik Don Antonio najame dva morilca, Marcosa in Jacoba, da se infiltrirata v skupino kmečkih revolucionarjev in ubijeta voditelje. Potem ko se zaljubi v uporniško Soledad, se Marcos premisli in se odloči združiti se s kmeti.

## Vloge
- Terence Hill kot Marcos
- Maria Grazia Buccella kot Soledad
- Mario Pardo kot Jacobo
- Máximo Valverde kot Ramón
- Fernando Rey kot Don Antonio
- Ángel Lombarte kot José
- William Layton kot Don Lucas
- Manuel Alexandre kot Agustín
- Manuel de Blas kot Rafael